# Kołaki Kościelne
Kołaki Kościelne è un comune rurale polacco del distretto di Zambrów, nel voivodato della Podlachia.
Ricopre una superficie di 73,76 km² e nel 2004 contava 2 436 abitanti.